# Славе Македонський
Славе Македонський (мак. Славе Македонски; 24 лютого 1931, Железниця, Піринська область — 2002) — македонський поет, новеліст, прозаїк, драматург, публіцист і літературний перекладач. Закінчив театральну режисуру в Москві, працював професійним письменником, журналістом та режисером.
У 1995 році став членом Спілки письменників Македонії.

## Літературні твори
- Здраво другари (поезія, 1959)[2]
- Светот е бескраен (драма, 1960)
- Куси раскази (1961)
- Тропою дружбы (1961)[3]
- Строители. (Настенька) (1962)[4]
- Да го фотокопираме животот (есе, 1964)
- Поле на мажи (роман, 1967)
- Еден вик растојание (оповідання, 1967)
- Да бидеме и утре (роман, 1969)
- Разбуди се за пресуда (роман, 1969)
- Пакетче патрони (оповідання, 1973)
- Каде шеташ убав разбојнику (роман, 1981)
- Вртопи (трилогія, 1982)[5]
- Фати го бикот за рогови (роман, 1986)
- Штуро племе (оповідання, 1986)
- Чевли за дедо Господ (оповідання, 1987)[6]
- Тасо Македонецот (роман, 1995)
- Македонска голгота (роман, 1996)
- Околиски роман (роман, 1997)
- Двајца во џунглата (трилогія, 2000)

## Зовнішні посилання
- Интервју со Славе Македонски (бугарски)
- Слики на Славе и дел од неговите „Мемоари“
- https://www.goodreads.com/author/show/14234534._